# 千年不烂心
千年不烂心（学名：Solanum cathayanum）为茄科茄属下的一个种。

## 扩展阅读
- 維基物種上的相關：千年不烂心